# Mario (piosenkarz)
Mario Dewar Barret (ur. 27 sierpnia 1986 w Baltimore, Maryland) – amerykański piosenkarz R&B i pop. Znany jest z utworów „Just a Friend 2002” i „Let Me Love You” które zajmowały 1. miejsca na liście Billboard. Jego nowe hity to „How Do a Breathe” i „Cry Out For Me” pochodzące z płyty Go! która została wydana 10 grudnia 2007. Zagrał w filmie „Step Up” i „Wolność słowa”.

## Filmografia
- 2005 Uncle P
- 2006 Step Up
- 2007 Wolność słowa

## Dyskografia
| 2002 | Mario         | 9  | 3 | – |
| 2004 | Turning Point | 13 | 2 | 8 |
| 2007 | Go!           | 21 | 4 | – |

## Single

### z Mario
- 2002 Just A Friend 2002
- 2002 Braid My Hair
- 2003 C’Mon

### z Turning Point
- 2004 Let Me Love You
- 2005 How Could You
- 2005 Here I Go Again
- 2005 Boom (z Juvanile)

### z Go!
- 2007 How Do I Breathe
- 2007 Kryptonite
- 2007 Cry Out For Me